# Dvóinovo
Dvóinovo (en rus: Двойново) és un poble de l'óblast de Vladímir, a Rússia, segons el cens del 2010 tenia 256 habitants. Pertany al districte municipal de Mélenki.